# Škoda 18T
Škoda 18T (nazwa handlowa ForCity Classic Eskişehir) – typ tramwaju wytwarzanego w 2018 r. w zakładach Škoda Transportation dla tureckiego miasta Eskişehir i jego systemu tramwajowego.

## Konstrukcja
18T to jednokierunkowy, pięcioczłonowy, niskopodłogowy wagon tramwajowy z wąskotorowymi wózkami. Do ich skonstruowania wykorzystano części pochodzące z tramwajów Škoda 28T dla Konyi i wąskotorowych 29T i 30T dla Bratysławy. Nadwozie opiera się na trzech dwuosiowych wózkach sztywnych, z których skrajne są napędowe, a środkowy toczny. Każdą z osi wózków skrajnych napędza jeden silnik o mocy 100 kW. Tramwaje 18T wyposażono w pomocnicze baterie pozwalające na przejechanie bez zasilania z sieci trakcyjnej drogi o długości 5 km. Podłoga znajduje się na wysokości 330 mm nad główką szyny. Wnętrze jest w pełni klimatyzowane. Wygląd tramwaju stworzyło studio Aufeer Design, przy sporządzaniu projektu nawiązano do wzornictwa eksploatowanych już w Eskişehirze tramwajów Bombardier Flexity Outlook.

## Dostawy
| Państwo        | Miasto         | Lata dostaw    | Liczba | Numery taborowe | Uwagi                    |       |
| -------------- | -------------- | -------------- | ------ | --------------- | ------------------------ | ----- |
| Turcja         | Eskişehir      | 2018           | 14     | 34–47           | z pomocniczymi bateriami | [ 5 ] |
| Łączna liczba: | Łączna liczba: | Łączna liczba: | 14     |                 |                          |       |

Latem 2016 r. Škoda Transportation wygrała przetarg na dostawę 14 niskopodłogowych tramwajów z pomocniczymi bateriami. Wartość umowy wynosiła 26 mln euro, a tramwaje miały zostać dostarczone w ciągu 19 miesięcy od podpisania umowy. Pierwszy wagon został dostarczony do Eskişehiru w marcu 2018 roku, gdzie następnie przeszedł jazdy próbne. Producent przetestował też Škodę 18T na wąskotorowej sieci tramwajowej w Bratysławie. Pozostałe tramwaje zostały dostarczone do Turcji w 2018 r.